# Мильтенбург, Джеймс Корнелиус ван
Джеймс Корнелиус ван Мильтенбург (нидерл. James Cornelius van Miltenburg; 14 сентября 1909, Гармелен, Нидерланды — 10 марта 1966, Хайдарабад, Пакистан) — голландский прелат, францисканец. Первый архиепископ Карачи с 20 мая 1948 по 28 апреля 1958. Апостольский делегат Карачи с 15 июля 1950 по 1951. Епископ-архиепископ Хайдарабада с 20 мая 1958 по 10 марта 1966.

## Биография
Джеймс Корнелиус ван Мильтенбург родился 14 сентября 1909 года в городе Гармелен, Нидерланды. После окончания средней школы вступил в монашеский орден францисканцев. 31 марта 1935 года был рукоположён в священника. 20 мая 1948 года был назначен епископом Карачи. 3 октября 1948 года Джеймс Корнелиус ван Мильтенбург был рукоположён в епископа.
28 апреля 1958 года был назначен ординарием Хайдарабада.